# Wellington Nem
Wellington Silva Sánchez Aguiar (Río de Janeiro, 6 de febrero de 1992), también conocido como Wellington Nem, es un futbolista brasileño que juega como centrocampista en el Becamex Bình Dương F. C. de la V.League 1.

## Trayectoria

### Inicio de su carrera
Wellington es parte de la cosecha de talento de 92 Fluminense, que aún no había Matheus Carvalho Silva y Wellington, pero fue el último de los tres para ganar seguidores. Mientras que Mateo ya formaba parte de la plantilla y Wellington Silva se negoció con el Arsenal, ni fue cedido al Figueirense para adquirir experiencia. Y es Gabriel Cousin Danrley un chico de solo 13 años de 1,65 de un jugador de Fluminense futuro. Fue convocado por el entrenador Mano Menezes para asistir a la Lista de Pre de los Juegos Olímpicos de Londres 2012.
El 17 de mayo, Wellington o renovado hasta diciembre de 2015, ni ganado, antes de renovar el contrato, alrededor de $ 20 mil dólares. Después de la renovación del contrato aumentó su salario a cerca de $ 90.000 y la multa terminación real de 20 millones de euros (51 millones de dólares).

### Figueirense
En Figueirense, encontró su mejor fútbol gracias al entrenador Jorginho, quien le ayudó en su actitud fuera del campo, y cambió su posición dentro de él, convirtiéndolo en segundo delantero. Mostrando una gran habilidad y velocidad, resultó ser el más destacado del Figueirense, anotando 9 goles  en el mercado brasileño de 2011. Con sus actuaciones excepcionales, fue elegido revelación del Premio Craque brasileño ese año en el Brasileirão. Y dos de los 9 goles fueron muy importantes; el primero contra Vasco cuando consiguió el empate a 1-1. Su segundo gol más importante fue en el partido contra el Gremio, que su equipo ganó por 3-1 en el Estadio olímpica.

### Fluminense
Con el énfasis recibido en Figueirense, no hacia atrás a la juventud Fluminense es el punto culminante del año pasado. Tuvimos algunas oportunidades en el Campeonato Carioca mientras el equipo estaba en la Libertadores, y mostrando un fútbol rápido y atractivo, lo hizo tan bien, que además de ser uno de los jugadores convocados para la Copa Libertadores, gracias a la multitud cayó al tricolor. Ni anotó su primer gol con el Fluminense contra Bangu estado en 2012. Ni anotó un gol en el 4-1 ante el Portuguesa, dos goles el 6 de septiembre contra el Santos en la victoria por 3-1. El primer gol fue hecho por no lanzar después de que Jean y enviados a pie en la esquina izquierda de Rafael. Su segundo gol fue el empate después de que Andrew, también hizo una compra después del fracaso Digão, no porque Fluminense otra vez delante del marcador con un cabezazo a la esquina derecha del portero Santos. Y lo hizo Samuel 3-1 con un disparo desde fuera del área. Ni Wellington anotó otro gol en la victoria sobre Coritiba en Engenhão por 2 a 1. Con más de 33.000 fanes.
Entrado en el segundo tiempo y primer toque hace que el segundo gol de la victoria a través de la cerámica Fluminense, por 3-1 el 24 de enero de 2013 en el campeonato Carioca en la segunda ronda. Él anotó un gol ante el Botafogo, el 27 de enero, a los 42 minutos del primer tiempo. Ni Wellington sacó presentado con Bruno y jugó en la esquina izquierda del portero Botafogo. Tal como lo más destacado de la primera mitad. En 2016 fichó por el West Ham city por 8 millones de euros y finalmente fichó por el Paris Saint Germain por 61 millones de euros, club dónde juega actualmente.
El 6 de junio de 2013 se confirma su traspaso al Shakhtar Donetsk.

### Shakhtar Donetsk
El 8 de julio de 2013, el Shakhtar Donetsk lo ficha por 9 millones de euros, hace su debut a los 62 minutos en un partido contra el Karpaty Lviv sustituyendo a su compatriota Douglas Costa. Marca su primer gol contra el Metalist Járkov siendo suplente e ingresando al campo en el minuto 67 de partido.

## Selección nacional
Jugó su primer partido con la selección brasileña en un partido contra Dinamarca, ganando el partido por 3 a 1. Entró en el minuto 20 del segundo tiempo.

## Clubes
| Club                       | País     | Año       |
| -------------------------- | -------- | --------- |
| Fluminense F. C.           | Brasil   | 2011-2013 |
| Figueirense F. C. (cedido) | Brasil   | 2011      |
| F. C. Shakhtar Donetsk     | Ucrania  | 2013-2020 |
| São Paulo F. C. (cedido)   | Brasil   | 2017      |
| Fluminense F. C. (cedido)  | Brasil   | 2019      |
| Fortaleza E. C.            | Brasil   | 2021      |
| Cruzeiro E. C.             | Brasil   | 2021      |
| F. C. Arouca               | Portugal | 2022      |
| E. C. Vitória              | Brasil   | 2023      |
| Kisvárda F. C.             | Hungría  | 2024      |
| Becamex Bình Dương F. C.   | Vietnam  | 2024-     |

## Palmarés

### Títulos nacionales
| Título                          | Club             | País    | Año  |
| ------------------------------- | ---------------- | ------- | ---- |
| Campeonato Carioca              | Fluminense F. C. | Brasil  | 2012 |
| Campeonato Brasileño de Serie A | Fluminense F. C. | Brasil  | 2012 |
| Supercopa de Ucrania            | Shakhtar Donetsk | Ucrania | 2013 |
| Liga Premier de Ucrania         | Shakhtar Donetsk | Ucrania | 2014 |
| Supercopa de Ucrania            | Shakhtar Donetsk | Ucrania | 2014 |
| Supercopa de Ucrania            | Shakhtar Donetsk | Ucrania | 2015 |
| Copa de Ucrania                 | Shakhtar Donetsk | Ucrania | 2016 |
| Copa de Ucrania                 | Shakhtar Donetsk | Ucrania | 2018 |
| Liga Premier de Ucrania         | Shakhtar Donetsk | Ucrania | 2018 |
| Copa de Ucrania                 | Shakhtar Donetsk | Ucrania | 2019 |
| Liga Premier de Ucrania         | Shakhtar Donetsk | Ucrania | 2019 |